# Tractat de Versalles (1756)
El Tractat de Versalles del 1756 és un tractat d'ajuda mútua firmat per l'Arxiducat d'Àustria i el Regne de França l'1 de maig de 1756 com a resposta al Tractat de Westminster del mateix any que establia una aliança entre Frederic el Gran del Regne de Prússia i Jordi II del Regne de la Gran Bretanya. La firma del tractat significà una inversió en el sistema d'aliances europees vigent fins aleshores, i provocà l'inici de la Guerra dels Set Anys. Els Tractat de Versalles de 1757 i de 1759 es firmaren en els següents anys per concretar l'ajuda francesa a Àustria.